# Idaea pulchraria
Idaea pulchraria là một loài bướm đêm trong họ Geometridae.